# Dengeki Comic Gao!
Dengeki Comic Gao! (月刊電撃コミックガオ!  Gekkan Dengeki Komikku Gao!?), también conocida como Dengeki Gao!, fue una revista japonesa de manga shōnen que principalmente contuvo manga e información sobre series con personajes bishōjo. Fue publicada desde diciembre de 1992 hasta febrero de 2008 por MediaWorks. El Gao en el título de la revista es la forma infantil del sonido Grr. Muchos mangas serializados en Dengeki Comic Gao! fueron adaptados de novelas ligeras publicadas bajo el sello de Dengeki Bunko. La revista era publicada el 27 de cada mes.
Cuando Dengeki Gao! fue publicado por primera vez, muchos de los mangas que corrieron en la revista fueron transferidos de la revista Comic Comp de Kadokawa Shoten, aunque muchos de los títulos fueron ligeramente alterados. Esto causó que los lectores de Comic Comp comenzaran a interesarse por Dengeki Gao! y en octubre de 1994, Comic Comp cesó de publicarse. Poco a poco, se hizo evidente que la revista similar de manga de MediaWorks Dengeki Daioh era más popular, y en respuesta, Dengeki Comic Gao! fue reformada comenzando con la edición de febrero de 2007 en el 27 de diciembre de 2006. Esto se hizo evidente también cuando el impreso Gao en la cubierta de la revista fue cambiado de ser escrito en katakana (ガオ) a ser escrito en inglés  estilizado como gao. El 9 de diciembre de 2006, el primer artículo de una edición especial de Dengeki Gao! llamado Comic Sylph fue publicada y vendida trimestralmente; comenzando con su sexto volumen, Comic Sylph se convirtió en una versión de edición especial de Dengeki Daioh en el 21 de marzo de 2008.
La última edición, apodada Gao!, The Final!! (ガオ！THEファイナル!!  Gao! THE Fainaru!!?), fue publicada el 27 de febrero de 2008 con la mayoría de los títulos corrientemente serializados llegando a sus capítulos finales, mientras que otras siguieron con su publicación en la revista de MediaWorks de temática similar llamada Dengeki Daioh.

## Lista de títulos serializados
| - +Anima - A Real Dragon - Allison - Baccano! 1931 The Grand Punk Railroad - Best Student Council - Blue Drop - Bokusatsu Tenshi Dokuro-chan - Burst Angel - Cosplay Koromo-chan - Dark Edge - DearS - Dokkoida - Eat-Man - Ef: A Fairy Tale of the Two - Fortune Quest - Getsumen to Heiki Mina - Hanbun no Tsuki ga Noboru Sora - Haunted Junction - Hikkatsu! Strike a Blow to Vivify - Honoka Lv. Up - Hurrah! Sailor - Inukami! - Kaze no Hana - Kemeko Deluxe! | - Knights - Leviathan - Nanatsuiro★Drops - Oku-sama wa Mahō Shōjo: Bewitched Agnes - Omishi Magical Theater: Risky Safety - Pita Ten - Popokan - Prism Palette - Release - Shadows of Spawn - Sorcerer Hunters - Speed Grapher - Stray Little Devil - Tengen Toppa Gurren Lagann - Those Who Hunt Elves - Tokimeki Memorial Only Love - Toradora! - Ultimate Girls - Venus Versus Virus - Wagaya no Oinari-sama - Watashitachi no Tamura-kun - We Are -Cruel Angels- |